# Pilsheim
Pilsheim ist ein Ortsteil der Stadt Burglengenfeld im Oberpfälzer Landkreis Schwandorf.

## Geografie
Das Kirchdorf liegt in der Fränkischen Alb, etwa neun Kilometer nordwestlich von Burglengenfeld und ist über die Kreisstraße SAD 2 zu erreichen. Direkt westlich von Pilsheim grenzt das Dorf Niederhof an und nordöstlich liegt der Weiler Pöpplhof.

## Geschichte
Pilsheim wurde erstmals 1181 urkundlich genannt. Bis der Ortsname Pilsheim entstand, hatte der Ort folgende Namen: Pulzheim -> Pueltzheim -> Pilzhaimb -> Pilzheim -> Pilsheim.
Die Ortschaft war Edelsitz und Hofmark der Hammermeister von Schmidmühlen.

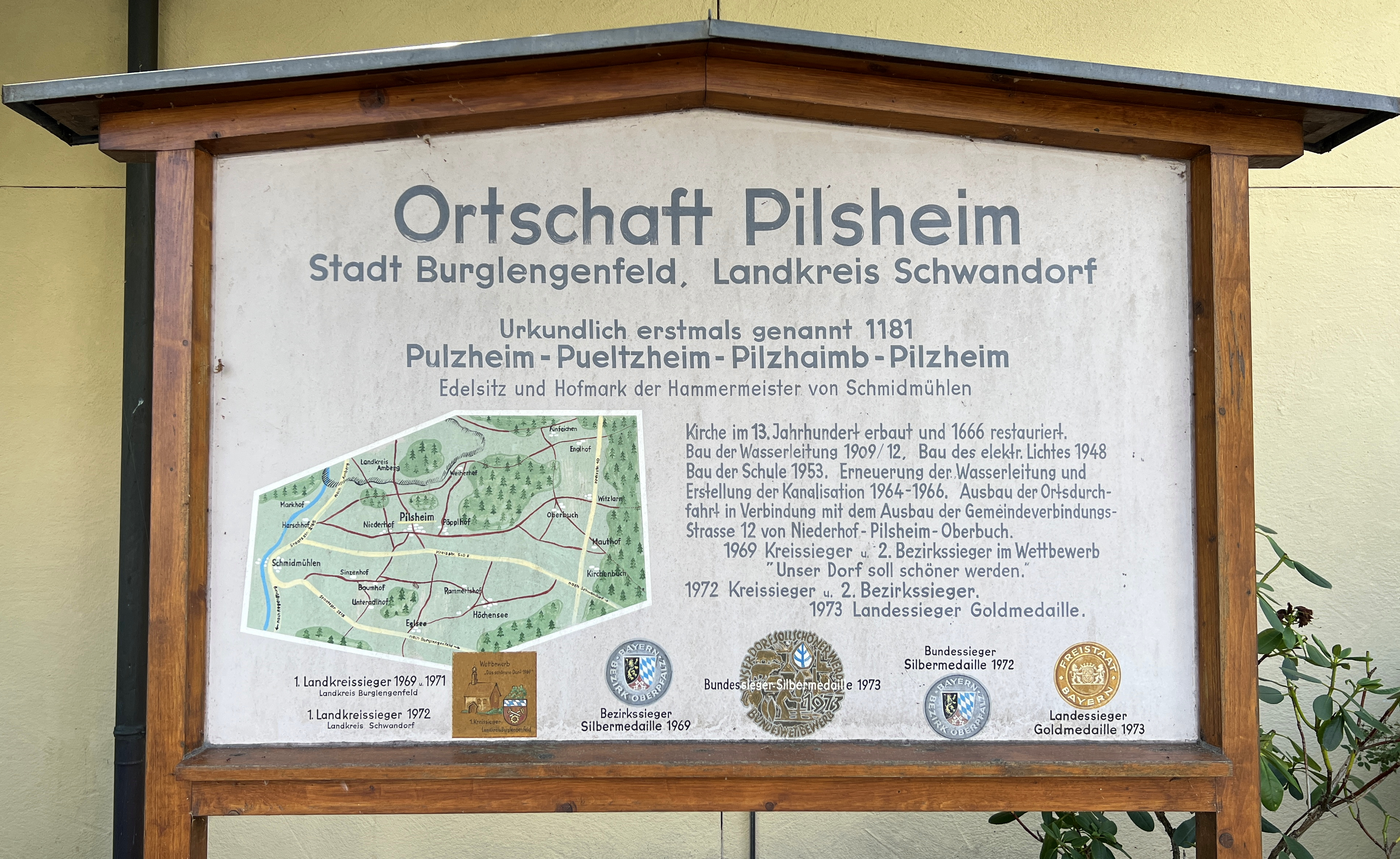

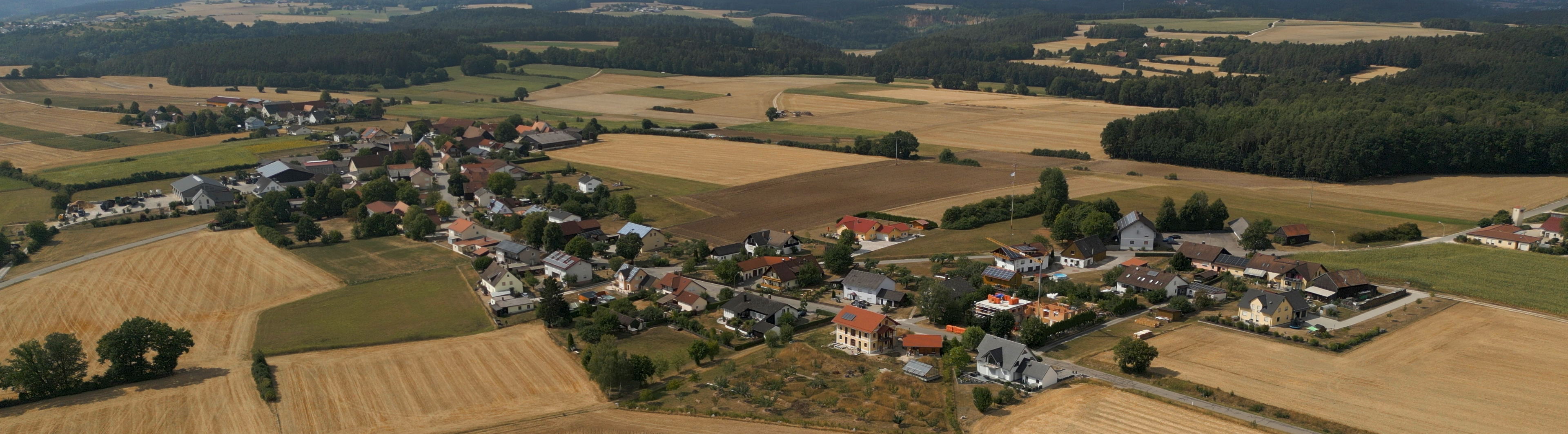
Das Luftbild zeigt Pilsheim aus südöstlicher Richtung. Aufnahme vom August 2022

## Politik
Ortssprecher ist Herr Josef Auer jun.

## Vereinsleben
Im Dorf gibt es mehrere Vereine, in denen sich die Bewohner ehrenamtlich engagieren.
- Freiwillige Feuerwehr Pilsheim[1]
- Jura-Blaskapelle Pilsheim[2]
- Gartenbau- und Ortsverschönerungsverein Pilsheim
- Kirwapaare Pilsheim

## Baudenkmäler
Siehe auch: Liste der Baudenkmäler in Pilsheim
- Katholische Kirche Heilig Kreuz und St. Petrus

Die Katholische Kirche Heilig Kreuz und St. Petrus  ist ein verputzter Satteldachbau mit eingezogenem Rechteckchor und kleinem Dachreiter mit Zwiebelhaube. Erbaut im 13. Jahrhundert und in der zweiten Hälfte des 17. Jahrhunderts verändert.

Kirche Pilsheim
Kriegerdenkmal Pilsheim

## Belege
1. ↑  Startseite - Freiwillige Feuerwehr Pilsheim e.V. Abgerufen am 10. März 2024.
2. ↑  JBP - Jura-Blaskapelle Pilsheim. Abgerufen am 10. März 2024.